# Pailhat
Pailhat est un village de la commune de Job (Puy-de-Dôme). Pailhat a été un haut lieu du protestantisme en Basse-Auvergne.

## Histoire
En 1577, un détachement de l'armée royale, après avoir repris la ville d'Ambert aux protestants du capitaine Merle, incendia le village de Pailhat, qui comptait environ 150 protestants, et massacra le pasteur. Une légende raconte que les familles de Pailhat rassemblèrent leur or et le cachèrent.
Pailhat est, avec Maringues et Parentignat, l'un des lieux où le culte réformé pouvait s'exercer librement en vertu de l'édit de Nantes. Autour du prêche de Pailhat, les familles protestantes étaient établies à Pailhat même, mais aussi au bourg de Job, à La Tour-Goyon (paroisse qui fut réunie à la commune de Job), à Marsac.
En 1685, lors de la révocation de l'édit de Nantes, Pailhat comptait une centaine de membres de la RPR (Religion Prétendue Réformée). Un fort pourcentage abjura durant les années qui suivirent, d'autres émigrèrent en Suisse, entre autres à Mollens. Un groupe assez considérable de familles, Violon, Champendal, Dauphin, Issartel, Croix, Solnicje, Bourillon, se réfugient en effet dans la région de Morges, à Ballens, Bière et Mauraz. Mathieu Violon est d'ailleurs l'un des fondateurs de cette commune. Beaucoup de ces familles protestantes travaillaient dans l'industrie papetière, qui fut affaiblie par cet exode.
Pailhat est encore de nos jours un des gros villages de Job. Même s'il ne reste pratiquement plus de traces visibles de cette époque. À signaler que l'un des derniers vestiges du temple huguenot, une cloche, qui se trouvait dans l'église de Marat (commune voisine) a été dérobée durant la semaine de Pâques 2006. Nul ne sait pourquoi elle était dans l'église de Marat depuis le début du XVIIIe siècle.

## Personnalité liée à la localité
- Pierre Des Maizeaux (1666-1745), écrivain.